# Archidiocèse de Barcelone
L'archidiocèse de Barcelone (en latin : archidioecesis Barcinonensis ; en catalan : arxidiòcesi de Barcelona ; en espagnol : archidiócesis de Barcelona) est une église particulière de l'Église catholique en Espagne.
Érigé au IVe siècle, le diocèse de Barcelone (en latin : dioecesis Barcinonensis ; en catalan : diòcesi de Barcelona ; en espagnol : diócesis de Barcelona) est un diocèse historique de Catalogne. Élevé au rang d'archidiocèse en 1964, il est métropolitain depuis 2004.

## Territoire
L'archidiocèse de Barcelone couvre vingt-six municipalités civiles du nord-ouest de la province civile de Barcelone, à savoir : Alella, Argentona, Badalone, Barcelone, Cabrera de Mar, Cabrils, Caldes d'Estrac, Cornellà de Llobregat, Dosrius, Esplugues de Llobregat, L'Hospitalet de Llobregat, El Masnou, Mataró, Montgat, Òrrius, Premià de Dalt, Premià de Mar, Sant Adrià de Besòs, Sant Andreu de Llavaneres, Sant Joan Despí, Sant Vicenç de Montalt, Santa Coloma de Gramenet, Teià, Tiana, Vilassar de Dalt et Vilassar de Mar.

### Subdivisions
En 2024, l'archidiocèse de Barcelone compte 212 paroisses, divisées en cinq vicariats.

### Suffragants et province ecclésiastique
Siège métropolitain, l'archidiocèse de Barcelone a pour suffragants les diocèses de Sant Feliu de Llobregat et Terrassa. L'ensemble forme la province ecclésiastique de Barcelone.

## Histoire
Le diocèse de Barcelone est érigé au IVe siècle. Le premier évêque de Barcelone attesté est Prétexte qui participa au concile de Sardique en 343.
Par la bulle Laeto animo du 25 mars 1964, le pape Paul VI élève le diocèse au rang d'archidiocèse exempt.
Par la bulle Ad totius dominici du 15 juin 2004, le pape Jean-Paul II élève l'archidiocèse au rang de siège métropolitain avec, pour suffragants, les diocèses de Terrassa et de Sant Feliu di Llobregat.
En 1874, le monastère de Montserrat et quelques paroisses ont été cédés par le diocèse de Vic à l'archidiocèse de Barcelone. 

## Cathédrale et basiliques mineures
La cathédrale Sainte-Croix-et-Sainte-Eulalie de Barcelone est la cathédrale de l'archidiocèse. Elle a rang de basilique mineure.
L'archidiocèse compte neuf autres basiliques mineures. Huit sont situées à Barcelone : la Sacrée-Famille, la Très-Pure-Conception, Saint-Joseph, Sainte-Marie-de-la-Mer, Sainte-Marie-du-Pin, Saints-Juste-et-Pastor, Notre-Dame-de-la-Mercè et le Sacré-Cœur du Tibidabo. La dixième basilique mineure est Notre-Dame de Mataró.

## Évêques et archevêques
Depuis 2015, l'archevêque de Barcelone est Juan José Omella.